# Royalton (Minnesota)
Royalton ist eine Kleinstadt (mit dem Status „City“) im Morrison und zu einem kleineren Teil im Benton County im US-amerikanischen Bundesstaat Minnesota. Das U.S. Census Bureau hat bei der Volkszählung 2020 eine Einwohnerzahl von 1.281 ermittelt.

## Geografie
Royalton liegt unweit des geografischen Zentrums von Minnesota am Platte River, einem linken Nebenfluss des oberen Mississippi. Die geografischen Koordinaten sind 45°49′48″ nördlicher Breite und 94°17′37″ westlicher Länge. Die Stadt erstreckt sich über eine Fläche von 5,15 km².
Benachbarte Orte von Royalton sind Buckman (22,8 km nordöstlich), Rice (10,8 km südöstlich), Bowlus (10 km westlich) und Little Falls (17,4 km nordnordwestlich).
Die nächstgelegenen größeren Städte sind Minneapolis (137 km südöstlich), Minnesotas Hauptstadt Saint Paul (155 km in der gleichen Richtung), Duluth am Oberen See (241 km nordöstlich), Sioux Falls in South Dakota (407 km südwestlich), Fargo in North Dakota (256 km nordwestlich) und Eau Claire in Wisconsin (285 km südöstlich).

## Verkehr
Der U.S. Highway 10 verläuft in Nordwest-Südost-Richtung als Hauptstraße durch Royalton. Alle weiteren Straßen sind untergeordnete Landstraßen, teils unbefestigte Fahrwege sowie innerörtliche Verbindungsstraßen.
Parallel zum US 10 verläuft für den Güterverkehr eine Eisenbahnstrecke der BNSF Railway, der zweitgrößten Eisenbahngesellschaft des Landes.
Mit dem Little Falls/Morrison County Airport liegt 19,5 km nordnordwestlich ein kleiner Flugplatz. Der nächste internationale Flughafen ist der Minneapolis-Saint Paul International Airport (160 km südöstlich).

## Demografische Daten
Nach der Volkszählung im Jahr 2010 lebten in Royalton 1242 Menschen in 455 Haushalten. Die Bevölkerungsdichte betrug 241,2 Einwohner pro Quadratkilometer. In den 455 Haushalten lebten statistisch je 2,7 Personen.
Ethnisch betrachtet setzte sich die Bevölkerung zusammen aus 99,0 Prozent Weißen sowie 0,4 Prozent Asiaten; 0,6 Prozent stammten von zwei oder mehr Ethnien ab. Unabhängig von der ethnischen Zugehörigkeit waren 0,9 Prozent der Bevölkerung spanischer oder lateinamerikanischer Abstammung.
31,8 Prozent der Bevölkerung waren unter 18 Jahre alt, 58,8 Prozent waren zwischen 18 und 64 und 9,4 Prozent waren 65 Jahre oder älter. 49,9 Prozent der Bevölkerung war weiblich.
Das mittlere jährliche Einkommen eines Haushalts lag bei 41.607 USD. Das Pro-Kopf-Einkommen betrug 20.046 USD. 14,3 Prozent der Einwohner lebten unterhalb der Armutsgrenze.